# Selezioni giovanili della nazionale femminile di pallacanestro della Cecoslovacchia
Le selezioni giovanili della nazionale di pallacanestro femminile della Cecoslovacchia sono state gestite dalla Federazione cestistica della Cecoslovacchia ed hanno partecipato ai tornei cestistici internazionali per squadre nazionali, limitatamente a specifiche classi d'età.

## Under-19
Ha rappresentato le migliori giocatrici di nazionalità cecoslovacca di età non superiore ai 19 anni. Ha partecipato a tutte le manifestazioni internazionali giovanili di pallacanestro per nazioni gestite dalla FIBA.

### Partecipazioni
Mondiali Under-19
- 1989 - 4°

 Cecoslovacchia under 19 - Campionato mondiale femminile di pallacanestro Under-19 19894 Blanková, 5 Vasilková, 6 Janušová, 7 Danišková, 8 Studená, 10 Hudecová, 11 Hiráková, 12 Krkošková, 13 Chupíková, 14 Bobrovská, 15 Bezděčíková,        All. -

## Under-18
Ha rappresentato le migliori giocatrici di nazionalità cecoslovacca di età non superiore ai 18 anni. Ha partecipato a tutte le manifestazioni internazionali giovanili di pallacanestro per nazioni gestite dalla FIBA.

### Partecipazioni
FIBA EuroBasket Under-18
- 1965 -  3°
- 1967 -  2°
- 1969 - 7°
- 1971 -  2°
- 1975 -  1°

- 1977 -  3°
- 1979 -  3°
- 1981 - 5°
- 1983 -  1°
- 1984 -  3°

- 1986 - 11°
- 1988 -  2°
- 1990 - 4°
- 1992 - 6°

## Under-16
Ha rappresentato le migliori giocatrici di nazionalità cecoslovacca di età non superiore ai 16 anni. Ha partecipato a tutte le manifestazioni internazionali giovanili di pallacanestro per nazioni gestite dalla FIBA.

### Partecipazioni
FIBA EuroBasket Under-16
- 1976 - 4°
- 1980 - 5°
- 1987 -  2°
- 1989 -  1°
- 1991 - 6°